# جون إنغن
جون إنغن (بالإنجليزية: Jon Engen)‏ هو متسابق بياثل أمريكي، ولد في 9 مارس 1957 في أوسلو في النرويج.

## وصلات خارجية
- جون إنغن على موقع IBU (الإنجليزية)
- جون إنغن على موقع الاتحاد الدولي للتزلج (التزلج الريفي) (الإنجليزية)
- جون إنغن على موقع أوليمبيديا (الإنجليزية)